# Rafael Verga
Rafael Maximiliano Verga (ur. 27 lipca 1981 we Florianópolis) – brazylijski model.

## Życiorys
Urodził się we Florianópolis w stanie Santa Catarina w rodzinie pochodzenia portugalskiego i włoskiego. Jego starszy brat Alexandre został również modelem. W 1994 jego rodzina przeprowadziła się na krótko do Orlando na Florydzie. Pod koniec lat 90. wraz z rodziną powrócił do Brazylii. 
Swoją karierę rozpoczął w 2000, gdy wziął udział w reklamach usługi finansowej Legal & General. W 2005 został nominowany jako brazylijski model roku, a także zajął drugie miejsce w ankiecie „Najpiękniejszy mężczyzna świata” tego roku, prowadzonej przez aktora Chrisa Evansa. 
Pracował dla Saks Fifth Avenue, Neiman Marcus, Sean John, Zegna, Fruit of the Loom, AussieBum, Calvina Kleina, Abercrombie & Fitch, American Eagle Airlines i 2(x)ist. Zdjęcia z jego udziałem były publikowane na łamach magazynu „Têtu” i „GQ” autorstwa Bruce’a Webera.